# Hierman Barkoŭski
Hierman Anatolevič Barkoŭski (in bielorusso Герман Анатолевіч Баркоўскі?; Babrujsk, 25 giugno 2002) è un calciatore bielorusso, attaccante del Piast Gliwice, in prestito dal Puszcza Niepołomice, e della nazionale bielorussa.

## Carriera

### Club
Cresciuto nel settore giovanile del Belšyna, il 2 settembre 2019 firma il primo contratto professionistico con i rossoneri. Dopo aver disputato due stagioni in prima squadra, il 2 febbraio 2022 passa al Ruch Brėst, che lo cede subito in prestito all'Islač; dopo aver momentaneamente lasciato i biancoazzurri nel mese di agosto, il 23 settembre fa ritorno all'Islač, a titolo definitivo, firmando un triennale. Il 10 febbraio 2023 viene acquistato dall'Ėnerhetyk-BDU Minsk, con cui retrocede in Peršaja Liha ai play-out; il 31 gennaio 2024 si trasferisce alla Dinamo Brėst, con cui firma un biennale.
Dopo aver disputato un'ottima stagione con i biancoblù, con 12 reti e 16 assist complessive, il 28 gennaio 2025 viene acquistato dal Puszcza Niepołomice. Dopo la retrocessione del club in I liga, il 17 luglio seguente passa in prestito con diritto di riscatto al Piast Gliwice.

### Nazionale
Ha esordito con la nazionale bielorussa l'11 giugno 2024, nell'amichevole persa per 0-4 contro Israele.

## Statistiche

### Presenze e reti nei club
Statistiche aggiornate al 18 agosto 2025.
| Stagione        | Squadra             | Campionato      | Campionato | Campionato | Coppe nazionali | Coppe nazionali | Coppe nazionali | Coppe continentali | Coppe continentali | Coppe continentali | Altre coppe | Altre coppe | Altre coppe | Totale | Totale |
| Stagione        | Squadra             | Comp            | Pres       | Reti       | Comp            | Pres            | Reti            | Comp               | Pres               | Reti               | Comp        | Pres        | Reti        | Pres   | Reti   |
| --------------- | ------------------- | --------------- | ---------- | ---------- | --------------- | --------------- | --------------- | ------------------ | ------------------ | ------------------ | ----------- | ----------- | ----------- | ------ | ------ |
| 2020            | Belšyna             | VL              | 5          | 0          | KB              | 0               | 0               | -                  | -                  | -                  | -           | -           | -           | 5      | 0      |
| 2021            | Belšyna             | PL              | 29         | 7          | KB              | 2               | 1               | -                  | -                  | -                  | -           | -           | -           | 31     | 8      |
| Totale Belšyna  | Totale Belšyna      | Totale Belšyna  | 34         | 7          |                 | 2               | 1               |                    | -                  | -                  |             | -           | -           | 36     | 8      |
| 2022            | Islač               | VL              | 14         | 5          | KB              | 0               | 0               | -                  | -                  | -                  | -           | -           | -           | 14     | 5      |
| 2023            | Ėnerhetyk-BDU Minsk | VL              | 20+2       | 6          | KB              | 1               | 0               | -                  | -                  | -                  | -           | -           | -           | 23     | 6      |
| 2024            | Dinamo Brėst        | VL              | 30         | 10         | KB              | 2               | 2               | -                  | -                  | -                  | -           | -           | -           | 32     | 12     |
| gen.-giu. 2025  | Puszcza Niepołomice | EK              | 15         | 3          | CP              | 2               | 1               | -                  | -                  | -                  | -           | -           | -           | 17     | 4      |
| 2025-2026       | Piast Gliwice       | EK              | 3          | 0          | CP              | 0               | 0               | -                  | -                  | -                  | -           | -           | -           | 3      | 0      |
| Totale carriera | Totale carriera     | Totale carriera | 116+2      | 31         |                 | 7               | 4               |                    | -                  | -                  |             | -           | -           | 125    | 35     |

### Cronologia presenze e reti in nazionale
| Cronologia completa delle presenze e delle reti in nazionale ― Bielorussia | Cronologia completa delle presenze e delle reti in nazionale ― Bielorussia | Cronologia completa delle presenze e delle reti in nazionale ― Bielorussia | Cronologia completa delle presenze e delle reti in nazionale ― Bielorussia | Cronologia completa delle presenze e delle reti in nazionale ― Bielorussia | Cronologia completa delle presenze e delle reti in nazionale ― Bielorussia | Cronologia completa delle presenze e delle reti in nazionale ― Bielorussia | Cronologia completa delle presenze e delle reti in nazionale ― Bielorussia |
| Data                                                                       | Città                                                                      | In casa                                                                    | Risultato                                                                  | Ospiti                                                                     | Competizione                                                               | Reti                                                                       | Note                                                                       |
| -------------------------------------------------------------------------- | -------------------------------------------------------------------------- | -------------------------------------------------------------------------- | -------------------------------------------------------------------------- | -------------------------------------------------------------------------- | -------------------------------------------------------------------------- | -------------------------------------------------------------------------- | -------------------------------------------------------------------------- |
| 11-6-2024                                                                  | Budapest                                                                   | Bielorussia                                                                | 0 – 4                                                                      | Israele                                                                    | Amichevole                                                                 | -                                                                          | 61’                                                                        |
| 8-9-2024                                                                   | Lussemburgo                                                                | Lussemburgo                                                                | 0 – 1                                                                      | Bielorussia                                                                | UEFA Nations League 2024-2025 - 1º turno                                   | -                                                                          | 85’                                                                        |
| 12-10-2024                                                                 | Zalaegerszeg                                                               | Bielorussia                                                                | 0 – 0                                                                      | Irlanda del Nord                                                           | UEFA Nations League 2024-2025 - 1º turno                                   | -                                                                          | 64’                                                                        |
| 15-10-2024                                                                 | Zalaegerszeg                                                               | Bielorussia                                                                | 1 – 1                                                                      | Lussemburgo                                                                | UEFA Nations League 2024-2025 - 1º turno                                   | -                                                                          | 63’ 74’                                                                    |
| 15-11-2024                                                                 | Belfast                                                                    | Irlanda del Nord                                                           | 2 – 0                                                                      | Bielorussia                                                                | UEFA Nations League 2024-2025 - 1º turno                                   | -                                                                          | 62’                                                                        |
| 20-3-2025                                                                  | Dušanbe                                                                    | Tagikistan                                                                 | 0 – 5                                                                      | Bielorussia                                                                | Amichevole                                                                 | -                                                                          | 61’                                                                        |
| 25-3-2025                                                                  | Masazır                                                                    | Azerbaigian                                                                | 0 – 2                                                                      | Bielorussia                                                                | Amichevole                                                                 | -                                                                          | 59’                                                                        |
| Totale                                                                     |                                                                            | Presenze                                                                   | 7                                                                          |                                                                            | Reti                                                                       | 0                                                                          |                                                                            |